# Graptartia tropicalis
Graptartia tropicalis är en spindelart som beskrevs av Célio F.B. Haddad 2004. Graptartia tropicalis ingår i släktet Graptartia och familjen flinkspindlar. Inga underarter finns listade i Catalogue of Life.